# Magic Dance
A Magic Dance (említik Dance Magic címmel is) David Bowie egyik dala; az 1986-ban bemutatott Fantasztikus labirintus című film egyik betétdala. A filmzenealbum második kislemezeként jelent meg 12" formátumban 1986-ban, majd letöltésként 2007-ben.
A filmben a goblinkirály tróntermében hangzik fel a dal; Jareth ezzel akarja felvidítani Tobyt. A dalszöveg eleje utal az 1947-ben bemutatott The Bachelor and the Bobby-Soxer című Cary Grant-filmre. Ez a pár sor („You remind me of the babe / What babe? / The babe with the power / What power? / The power of voodoo / Who do? / You do / Do what? / Remind me of the babe…”) beépült a popkultúrába.
Az albumon hosszabb változatban hallható a dal, a hangot külön vették fel a két változathoz. Bowie az 1986-ban forgatott Inside the Labyrinth werkfilmben elmondja, hogy a dalban hallható kisbabahangokat ő adta ki, mert a stúdióban lévő kisbabát nem lehetett rávenni.
A dal a film végén is hallható, az Undergrounddal együtt.

## Dallista
12" maxi kislemez
1. Magic Dance (A Dance Mix) – 7:06
2. Magic Dance (Dub) – 5:22
3. Within You – 3:28

Letöltés
1. Magic Dance (Single Version) – 4:00
2. Magic Dance (12" Version) – 7:06
3. Magic Dance (Dub) – 5:22
4. Magic Dance (7" Version) – 4:39

A 12" Version ugyanaz, mint az A Dance Mix.